# Jan Everse junior

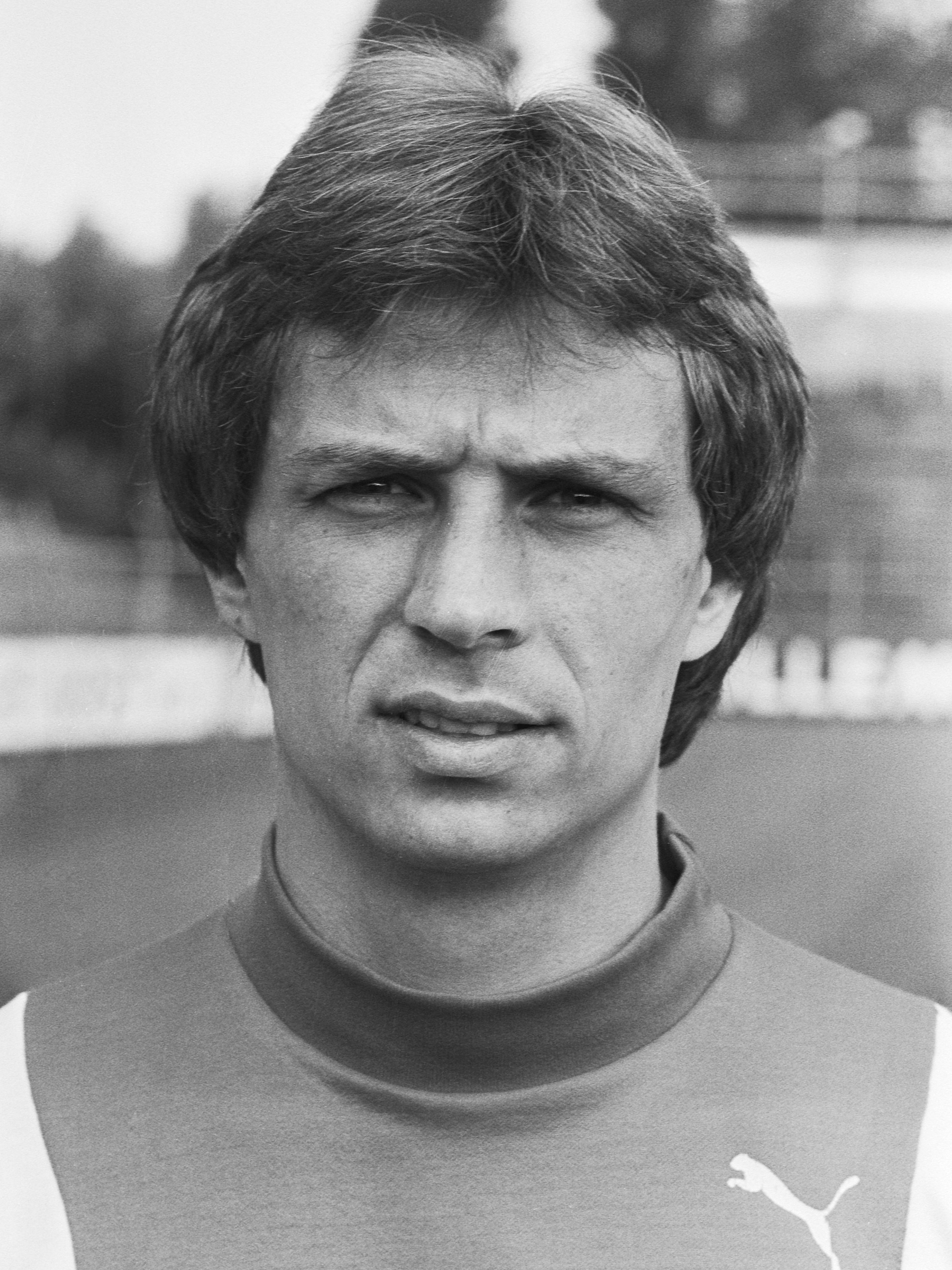
Jan Everse (1978)

Jan Everse (* 5. Januar 1954 in Rotterdam) ist ein niederländischer Fußballtrainer und ehemaliger Nationalspieler.

## Vereinskarriere
Everse begann mit dem Fußballspiel in der Jugend von XerxesDZB – dem Verein, bei dem sein Vater Jan sr. in den 1950ern spielte. Mit 15 Jahren wechselte er in die Jugend von Feyenoord; mit 18 wurde er Profi und gab am 4. November 1973 sein Debüt in der Eredivisie als linker Verteidiger bei einem 3:0-Sieg in Kerkrade. Nur zwei Tage später hatte er seinen ersten Auftritt neben Wim Rijsbergen und Wim Jansen im UEFA-Pokalwettbewerb; Feyenoord verlor bei Gwardia Warschau zwar 0:1, kam jedoch weiter und gewann letztlich in dieser Saison neben der niederländischen Meisterschaft auch den UEFA-Pokal. Im Europapokal machte er in der folgenden Saison drei von vier Spielen mit, ehe Rotterdam gegen den FC Barcelona ausschied. Bis 1977 blieb Everse in Rotterdam, konnte sich aber nie richtig durchsetzen; in seinen vier Jahren kam er auf 46 Eredivisie-Einsätze mit zwei Toren.
Zur Saison 1977/78 wechselte er zum amtierenden Meister Ajax Amsterdam, wo er bereits in der ersten Saison mit 32 Einsätzen Stammspieler war; auch in allen Europapokalspielen der Amsterdamer kam er in dieser Spielzeit zum Einsatz, ehe Ajax im Viertelfinale gegen Juventus Turin im Elfmeterschießen ausschied. In der Folgesaison 1978/79 hatte er mit 27 Einsätzen großen Anteil daran, dass Ajax erneut die niederländische Meisterschaft sowie den KNVB-Pokal und damit zum vierten Mal das Double errang. Während Everse in der Meisterschaft das Tor im Ajax-Trikot nie traf, konnte er im Europapokal am 3. Oktober 1979 seinen einzigen Treffer erzielen: zum 8:1-Heimsieg gegen HJK Helsinki trug er das Tor zum 3:0-Zwischenstand bei. In dieser Saison kam er aufgrund einer ernsthaften Knieverletzung nur noch zehnmal in der Meisterschaft und dreimal im Europapokal zum Einsatz; am Ende der Spielzeit beendete er seine aktive Laufbahn als erneuter niederländischer Meister.

## Nationalmannschaft
Jan Everses zwei Spiele in der Nederlands elftal fielen in seine erfolgreiche Saison, in der er mit Feyenoord als Meister im Europapokal spielte. Die Leistungen hatten Bondscoach George Knobel auf ihn aufmerksam gemacht, der ihn zum Freundschaftsspiel am 30. April 1975 in Antwerpen gegen Belgien in den Kader berief. Bei der 0:1-Niederlage wurde er direkt nach dem belgischen Torerfolg in der 79. Minute für Frans Thijssen eingewechselt und spielte gute zehn Minuten neben seinen Vereinskameraden Wim Rijsbergen und Wim van Hanegem. Beim folgenden Länderspiel der Niederlande in Frankfurt gegen Deutschland saß er lediglich auf der Bank. Am 30. Mai stand er gegen Jugoslawien in der Anfangsformation und spielte beim 0:3 im Partizan-Stadion in Belgrad die volle Zeit. Mit seinen zwei Einsätzen blieb er unter der Spielanzahl seines Vaters Jan, der dreimal in der Nationalelf auflief.

## Trainer
Everse begann als Trainer beim Amateurclub Swift Boys. Über diverse weitere unterklassige Vereine kam er 1996 zum FC Zwolle, den er zweieinhalb Jahre in der zweiten Liga betreute. Im Februar 1999 wechselte er zum Ehrendivisionär Sparta Rotterdam, den er in 34 Spielen betreute. 2001 wurde er Trainer des kurzlebigen finnischen Erstligisten FC Jokerit. Nach weiteren Jahren als Trainer der Amateure von Zwart Wit'28 und Excelsior Maassluis kehrte er 2006 zum FC Zwolle in die Eerste divisie zurück. Im März 2009 wurde er wegen vereinsschädigenden Verhaltens seines Amtes enthoben. Danach war er kurzzeitig Interimstrainer beim sc Heerenveen; von Beginn der Saison 2010/11 bis Februar 2011 war er Trainer des Zweitligisten Sparta Rotterdam. Anschließend trainierte er bis 2015 keinen Profiverein mehr, stand jedoch noch in der Hoofdklasse bei WHC Wezep unter Vertrag, als er im März 2015 Ernie Brandts als Trainer des Ehrendivisionsaufsteigers FC Dordrecht nachfolgte.

## Erfolge
- UEFA-Pokalsieger:
  - 1973/74 mit Feyenoord Rotterdam
- Niederländischer Meister:
  - 1973/74 mit Feyenoord Rotterdam
  - 1978/79 mit Ajax Amsterdam
  - 1979/80 mit Ajax Amsterdam
- Niederländischer Pokalsieger:
  - 1978/79 mit Ajax Amsterdam